# 哈达那拉氏
哈达那拉氏（转写：Hada Nara hala）为满族姓氏，是满洲著姓那拉氏的主要分支之一，其始祖为扈伦国主纳齐布禄，据其家族内部传说本为金室后裔。早年独处于辉发、乌喇边界的启尔撤河源头，因素有墨尔根之号，时而有来访者。后来，蒙古可汗听闻其贤名，令兵百人前去探访，欲许配其女、并给以仆人牲畜，希望能使纳齐布禄归附。纳齐布禄哄骗蒙古兵，称需要与父母同往，于是便登上髙峰不下。蒙古兵上山寻找，纳齐布禄箭无虗发，蒙古兵无法前进便问其姓氏，纳齐布禄随口答道“那拉氏”，于是便以此为姓。纳齐布禄嫡裔发展为乌拉那拉氏，成为了乌拉国主；一支移居伊罕山，发展为伊拉里氏；纳齐布禄之孙嘉穆喀硕朱古第四子绥屯后裔则成为了哈达国主，至纳齐布禄六世孙王台继任哈达贝勒时，一度称雄女真诸部，称万汗，还被明朝册封为龙虎将军。然而，王台死后，哈达逐渐衰落，直至被努尔哈赤兼并，家族、部众编入八旗。清朝时期，哈达那拉氏一度有数人封男爵，后在承袭过程中或因事被夺，或分袭、改袭轻车都尉、骑都尉等世职。民国以后，哈达那拉氏多以那、万、王、赫、叶等为汉姓。

## 清代主要世家

### 哈达贝勒家族

#### 嫡裔
哈达贝勒家族主要分布于满洲镶黄旗、正黄旗、正红旗、镶白旗、镶蓝旗。其中末代哈达贝勒吴尔瑚达穷困无援，举部族投靠努尔哈赤，隶镶黄旗。努尔哈赤将女儿嫁给他，封额驸。其子额森德礼娶郡主，亦封额驸。努尔哈赤将属下人分隶八旗，将剩余之人编佐领，令吴尔瑚达之孙克什讷统领，封三等男，后因事革除未袭，后人任侍卫、笔帖式、中书等官职；哈达贝勒孟格布禄次子聂克色授三等轻车都尉世职，其次子浑布及其后裔袭职；聂克色其余后人担任侍卫、佐领、御史、员外郎等职，其中聂克色之孙盛安任都统、刑部侍郎。

#### 王台后裔
镶黄旗海塔为吴尔瑚达从兄弟，原为明朝广宁游击。后努尔哈赤攻克广宁，海塔与其从侄达尔琥一同归降，均授二等轻车都尉。海塔此后因事被降为骑都尉，其后裔因恩诏和战功等变动袭骑都尉兼一云骑尉世职。海塔其余后裔任侍卫、笔帖式等官职。达尔琥也因事降为骑都尉，后三遇恩诏加至二等轻车都尉，因无嗣由其侄巴达克图承袭，雍正十一年（1733年）绝嗣停袭，雍正帝特旨恩赐达尔琥叔祖之元孙额盛额云骑尉世职。
镶蓝旗卓内为王台之孙，努尔哈赤赐姓觉罗氏，于锦州之役阵亡，赠骑都尉。其子罗络袭职，官至礼部侍郎兼佐领，因事革退。其弟锡特库袭，任吏部理事官以考绩称职加一云骑尉，再因战功升三等轻车都尉，后人因恩诏和战功变动袭二等轻车都尉世职，其中锡特库之侄隆锡库官至副都统，侄孙鄂密达官至青州将军。卓内其余后人任侍卫、佐领、骁骑校、参领、笔帖式、中书等官职，其中曾孙阿密达官至甘肃布政使，舒密达官至副都统，元孙舒常任副都统兼佐领。

#### 王忠后裔
镶白旗苏巴海为哈达贝勒王忠曾孙，努尔哈赤创业之初，率领二百人归附，编为佐领，令其长子莽果统领。莽果之子马拉原任副都统、洪纳理原任佐领；莽果之孙马缉官至都统、镇安将军兼佐领，喀尔启任护军校，从征湖广立功，死后叙功赠云骑尉世职；苏巴海第三子星鼐屡立战功封二等男，因事革职，因议罪过重，还一等轻车都尉兼一云骑尉世职；苏巴海第六子倭赫之子党爱因三藩、准噶尔之战功，授骑都尉兼一云骑尉世职。苏巴海其余后裔分别任侍卫、笔帖式、佐领、参领、员外郎、骁骑校、护军校等官职，其中曾孙齐格官至内大臣，曾任镇安将军从征准噶尔。苏巴海亲兄纳穆达理之子纳穆官至副都统，其他后人分别担任参领、笔帖式、骁骑校等官职；苏巴海亲弟阿布海后人分别担任骁骑校、笔帖式、护军校等官职。

#### 苏赫徳后裔
正红旗约兰为嘉穆喀硕朱古第三子苏赫徳之元孙，其子懋巴里授轻车都尉，设佐领使其统领。约兰之孙图尔寨因战功授三等轻车都尉，后人辗转袭二等轻车都尉世职；约兰之孙噶达浑屡次立功封二等男，后因事降为一等轻车都尉，官至兵部尚书、都统兼佐领，赠太子太保，其子噶尔汉袭，官至荆州将军，后人袭职时革去恩诏所加之职，袭二等轻车都尉世职；约兰之孙克普图因战功加恩诏授三等轻车都尉，后人改袭云骑尉世职；约兰之孙额贝屡立战功，在蓟州之战中阵亡，赠骑都尉世职；约兰曾孙瓜什哈任七品官从征云南与吴将马宝作战阵亡，赠云骑尉世职；约兰曾孙瑚巴从征准噶尔立功，赠云骑尉世职，其孙色穆徳袭，色穆徳之弟色贝征准噶尔阵亡，赠云骑尉世职。元孙古尔拜在三藩之乱中从征察哈尔、湖广、云南等地，授云骑尉。约兰其余后裔分别任参领、佐领、步军副尉、护卫、护军校、防御、员外郎、笔帖式、骁骑校、典仪、长史、步军校、鸣赞、同知、侍卫等官职。其中，约兰之子达尔汉官至副都统、约兰之元孙额尔特官职内阁侍读学士、法喀官职副都统兼佐领。
正黄旗夏瑚，亦为苏赫徳元孙，努尔哈赤创业之初率领十八户归附，编佐领后令其子雅琥统领。雅琥之长子满达尔汉因功授骑都尉，后以抚养公主勤劳，授为三等轻车都尉遇恩诏晋为二等，官至礼部尚书兼佐领。第十子阿哈丹袭职，两遇恩诏后于厦门阵亡，赠为三等男，后人改袭二等轻车都尉。满达尔汉长子诺穆齐因入关战功授三等轻车都尉，后人分袭其爵。满达尔汉次子鄂推松山之战伤重而死，赠骑都尉，其子察库袭职，官至上驷院大臣、副都统。满达尔汉第三子塔晋泰因定鼎北京时勤劳授骑都尉，遇恩诏后因效力年久加至二等男，官至内大臣，其孙班岱袭爵，从征准噶尔立功，升一等男，官至副都统，后人改袭骑都尉兼一云骑尉。雅琥第七子福尔丹长子硕尔对因擒南明永历帝有功，授骑都尉加一云骑尉世职。雅琥其余后人分别担任侍卫、副都统、参领、佐领、护军统领、冠军使、步军校、笔帖式、主事、协领、骁骑校、牧长、治仪正、鸿胪寺卿等官职。其中满达尔汉第五子多谟克托官至内大臣、都统、议政大臣、征逆将军；七子鄂内官至内大臣、都统、议政大臣、征南将军；满达尔汉之孙鄂克济哈官至议政大臣、振武将军；雅琥第八子马福塔官至户部尚书、内务府总管兼佐领，其长子马希纳官至吏部尚书、议政大臣兼佐领，次子马尔都任内阁学士、礼部侍郎兼佐领。

### 其他
此外，同地有其他同姓氏家族并未注明与哈达贝勒家族有血缘关系。其中，镶黄旗阿敦、彰实、正黄旗达雅理、正白旗哲尔徳、正蓝旗喀尼穆都珠瑚、镶蓝旗都琥禅、明安等本人或后裔均有世职。其中达雅理之子根特屡立战功，赐巴图鲁勇号，授一等轻车都尉。另外，明安与镶黄旗世居辉发的博尔济、正白旗世居那木都鲁的莽健、镶白旗同里的满都瑚、世居吉林乌喇的谟尔浑等为同族。